# Courmelles
Courmelles is een gemeente in het Franse departement Aisne (regio Hauts-de-France). De plaats maakt deel uit van het arrondissement Soissons. Courmelles telde op 1 januari 2022 1.831 inwoners.

## Geografie
De oppervlakte van Courmelles bedraagt 6,76 km², de bevolkingsdichtheid is 276 inwoners per km² (per 1 januari 2019).
De onderstaande kaart toont de ligging van Courmelles met de belangrijkste infrastructuur en aangrenzende gemeenten.

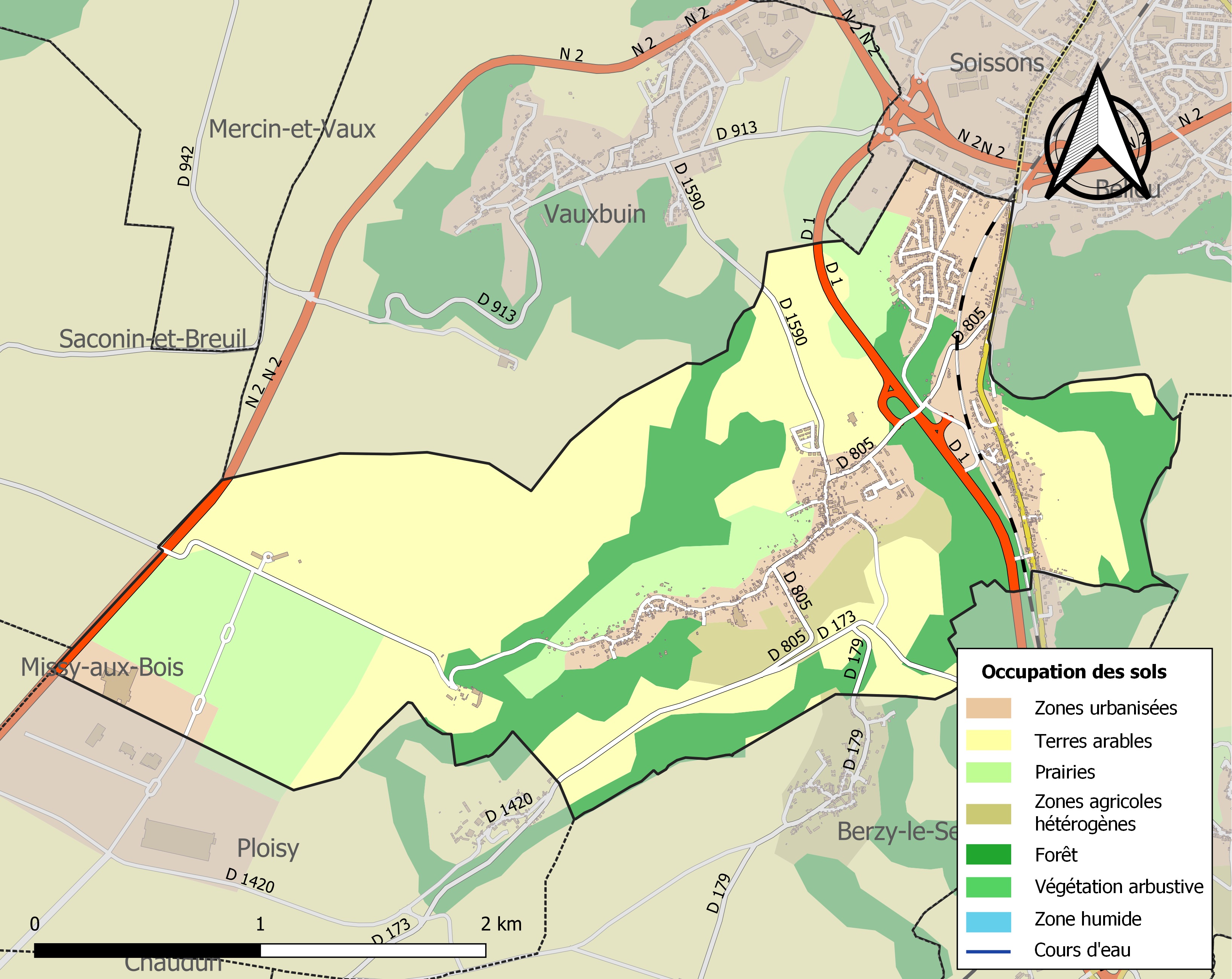

## Demografie
Onderstaande figuur toont het verloop van het inwonertal (bron: INSEE-tellingen).
Vanwege een beveiligingsprobleem met de MediaWiki Graph-software is het momenteel niet mogelijk deze grafiek weer te geven. Zodra de software is bijgewerkt zal de grafiek vanzelf weer zichtbaar worden.